# 刘美频
刘美频（1969年9月—），男，汉族，湖北监利人，中华人民共和国政治人物。

## 生平
刘美频曾任湖北省黄冈市人民政府市长、中共中央纪委干部监督室主任等职，2022年，出任中国共产党第二十届中央纪律检查委员会委员、中央纪委国家监委案件监督管理室主任。2024年4月，出任中共青海省委常委、省纪委书记。2025年1月，当选青海省监察委员会主任。